# Eerde (landgoed)

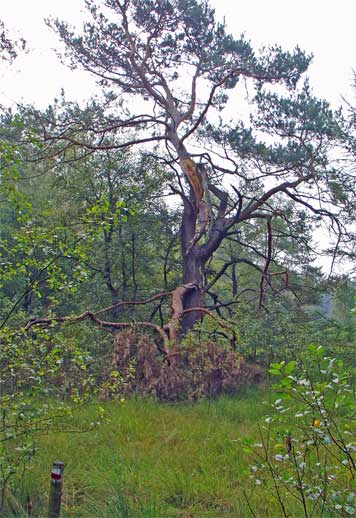
Het Eerderveld nabij Ommen

Eerde is een landgoed nabij de buurtschap Eerde in de gemeente Ommen in de Nederlandse provincie Overijssel. Het landgoed ligt tussen de Regge en het landgoed Junne.
Het landgoed wordt al in de 14de eeuw bewoond door een roofridder. Kasteel Eerde werd in 1382 door de bisschop van Utrecht, die tevens landheer van Overijssel is, belegerd en na vijf weken in brand gestoken.
Het landgoed behoort sinds de 18de eeuw aan de familie Van Pallandt. In 1706 koopt Johan Werner van Pallandt het landgoed en in 1715 geeft hij opdracht tot het bouwen van een statige edelmanswoning, met een gracht en bijhuizen. Ook koopt hij grond bij en de havezate groeit uit tot 1664 ha.
Rond 1900 wordt het huis bewoond door Rudolf baron van Pallandt (1868-1913), die kinderloos op 44-jarige leeftijd overlijdt. Hij laat Eerde na aan zijn jachtvriend en verre neef Philip Dirk baron van Pallandt (1889-1979). Philip van Pallandt schenkt grote delen van het landgoed aan goede doelen. Het Laar aan de gemeente Ommen, het Eerder Achterbroek aan Vereniging Natuurmonumenten, de Besthmenerberg en omgeving aan Krishnamurti, een gebied van ruim 600 ha ten noorden van het kasteel (met daarin de zandverstuiving Sahara) aan Staatsbosbeheer. Philip van Pallandt, die tot de eerste generatie scoutingleiders behoorde, geeft ook delen van het landgoed in gebruik aan de padvinderij waaronder Ada's Hoeve voor de jongens en een terrein vlak naast het kasteel voor de meisjes. Tijdens de Tweede Wereldoorlog wordt op het aan Krishnamurti geschonken deel Kamp Erika gevestigd.
In 1933 verschaft Philip van Pallandt onderdak aan Joodse vluchtelingen op initiatief van de Nederlandse Quakerbeweging. In 1934 wordt het een internationale kostschool. De Quakerschool verhuist als het landhuis geconfisqueerd wordt door de Duitse bezetters, die er een kostschool voor Duitse kinderen in onderbrengt. Er worden ook wat Russen gevangen gehouden. Na de oorlog keert de Quakerschool terug op kasteel Eerde als Internationale School Eerde (Eerde International Boarding School)
Sinds 1982 zijn zowel het kasteel als het landgoed eigendom van de Vereniging Natuurmonumenten (ruim 500 ha).